# Seyfried Rybisch

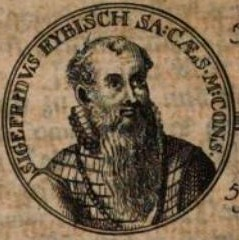
Siegfried Rybisch, abgebildet auf einer Münze in einem Münzbuch von Johann Christian Kundmann

Seyfried Rybisch (* 13. September 1530 in Breslau, Fürstentum Breslau; † 17. August 1584 ebd.) war ein deutscher Kaiserlicher Rat und Gelehrter. Das von ihm auf einer zehnjährigen Weltreise verfasste Reisetagebuch wurde im Jahr 2019 von Jean Hiernard neu herausgegeben. Er stand besonders beim Kaiser Maximilian II. in hohem Ansehen, hatte aber auch einige heimliche Gegner, Verleumder bzw. Neider.

## Leben
Seyfried war der Sohn des Breslauer Syndikus Heinrich Rybisch aus dessen erster Ehe mit Anna, geborene von Rindfleisch. Die Familie Rybisch stammte aus einfacheren Verhältnissen und gehörte seit dem Wirken Heinrichs zum Breslauer Patriziat.
Rybisch wurde vom Görlitzer Stadtphysikus Johann Tröger erzogen. Seyfrieds Vater starb im Jahr 1544, als Seyfried 14 Jahre alt war. Ein Jahr später sollte Rybisch, für dessen Ausbildung inzwischen seine Vormünder verantwortlich waren, die Schule in Straßburg besuchen.
Nicht viel später begann er seine Reise durch einige Länder, worauf er sein Reisetagebuch stützte.
Der ihn wertschätzende Kaiser Maximilian II. schenkte ihm ein Haus in der Breslauer Junkerngasse. 1573 erhielt er, kurz vor dem Tod seines Bruders Heinrich, das väterliche Haus in der Junkerngasse, und besaß damit zwei Häuser in dieser noblen Straße. In diesem Jahr entschied sich Rybisch Kammerrat in Ober- und Niederschlesien im Dienst des Kaisers zu werden. In diesem Beruf hatte er angesichts einiger Neider und Verleumder keine Freude. Deswegen konzentrierte sich der stille Gelehrte, wie Oskar Pusch sagte, lieber auf Kunst.
Rybisch heiratete im Jahr 1560 Katharina von Tschetschau († 15. September 1572) und in zweiter Ehe nach 1575 Marie von Redern. Aus seiner ersten Ehe entsprossen vier Kinder, von denen zwei starben. Von den Überlebenden studierte Seyfried an der Universität Marburg und Gottfried wurde Kaiserlicher Oberst und Kriegsrat, bevor er zum Ritter geschlagen wurde.
Seine auf seinen Reisen angefertigte im Jahr 1574 veröffentlichte „ikonographische Sammlung von ... umfassenden Kollektaneen zu Schlesiens Altertumskunde und Geschichtsschreibung“ brachten ihm die Bezeichnungen „eifriger Förderer von Kunst und Wissenschaft“ (Paul Lehmann), bzw. „Vater der neueren Monographie“ und „Vater der schlesischen Altertumskunde und Geschichtsschreibung“ (Oskar Pusch) ein.